# Francesco Aprile
Francesco Aprile (Carona, 1657 – Torino, 1710) è stato uno scultore svizzero, attivo prevalentemente a Torino e Roma.

## Biografia
Lo scultore fa parte della "grande famiglia" degli artisti dei Laghi, ovvero una nutritissima serie di maestranze legate all'edilizia (muratori, scalpellini, scultori, stuccatori, decoratori, architetti, etc) originari del lago di Como e di Lugano (dal XVI secolo suddiviso tra la Svizzera e la Lombardia) che fino al XIX secolo furono parte essenziale dei cantieri italiani e di tutta Europa. In specifico fa parte della famiglia degli Aprile di Carona, attestati nel settore della lavorazione dei materiali lapidei a Genova dal XV secolo, in Spagna nel XVI secolo, nonché nelle cave delle alpi Apuane come produttori e commercianti di marmo. La famiglia è attestata nel ducato Sabaudo dal 1626 e opererà per più generazioni nel settore dell'edilizia, della scultura e dell'estrazione commercio e lavorazione della pietra fino al XVIII secolo inoltrato.
Francesco si forma, insieme al fratello Alessandro, nella bottega del padre, Carlo Alessandro Aprile. In continuità con la tradizione familiare, opera nel ducato dei Savoia in società con altre famiglie di imprenditori luganesi (Casella e Piazzoli) per importanti appalti. Muore a Torino nel 1710. 
Nel 1690 lavorò nella Cappella della Sacra Sindone con Paolo Cortesi alla realizzazione del pavimento marmoreo riccamente ornato. 
Nel 1691 partecipò alla decorazione della cappella del Beato Amedeo IX, Duca di Savoia nel Duomo di Vercelli, su disegno di Michelangelo Garove di Bissone . Insieme a Secondo Casella e Francesco Piazzoli fu chiamato a ridipingere le stanze della futura regina Anna Maria di Borbone-Orléans, per la quale costruì mobili di marmo per l'esposizione di piatti. Nel 1694 realizza la balaustra dell'altare maggiore della chiesa della Santissima Trinità a Torino, dove nel 1709 firma un contratto per la costruzione dell'altare maggiore per la chiesa dello Spirito Santo a Carignano; l'altare custodisce una pala d'altare dipinta da Gerolamo Pesci.
Anche i suoi due figli, Francesco Junior (nato nel 1687) e Giuseppe (nato nel 1694), divennero scultori. 